# Hauberg Mountains
Die Hauberg Mountains sind eine Gruppe von Bergen an der Orville-Küste des westantarktischen Ellsworthlands. Sie erstrecken sich über eine Länge von 56 km und liegen 19 km nördlich des Kap Zumberge und 48 km südlich der Sweeney Mountains. Zu ihnen gehören von Westen nach Osten die Bean Peaks, der Janke-Nunatak, Mount Dewe und Mount Leek.
Entdeckt wurden sie bei der US-amerikanischen Ronne Antarctic Research Expedition (1947–1948). Expeditionsleiter Finn Ronne benannte sie nach dem Fotografen, Rechtsanwalt und Historiker John Henry Hauberg (1869–1955), einem Sponsoren der Forschungsreise.